# Werfenweng
Werfenweng è un comune austriaco di 969 abitanti nel distretto di Sankt Johann im Pongau, nel Salisburghese. Fa parte del progetto Perle delle Alpi.